# ゟ

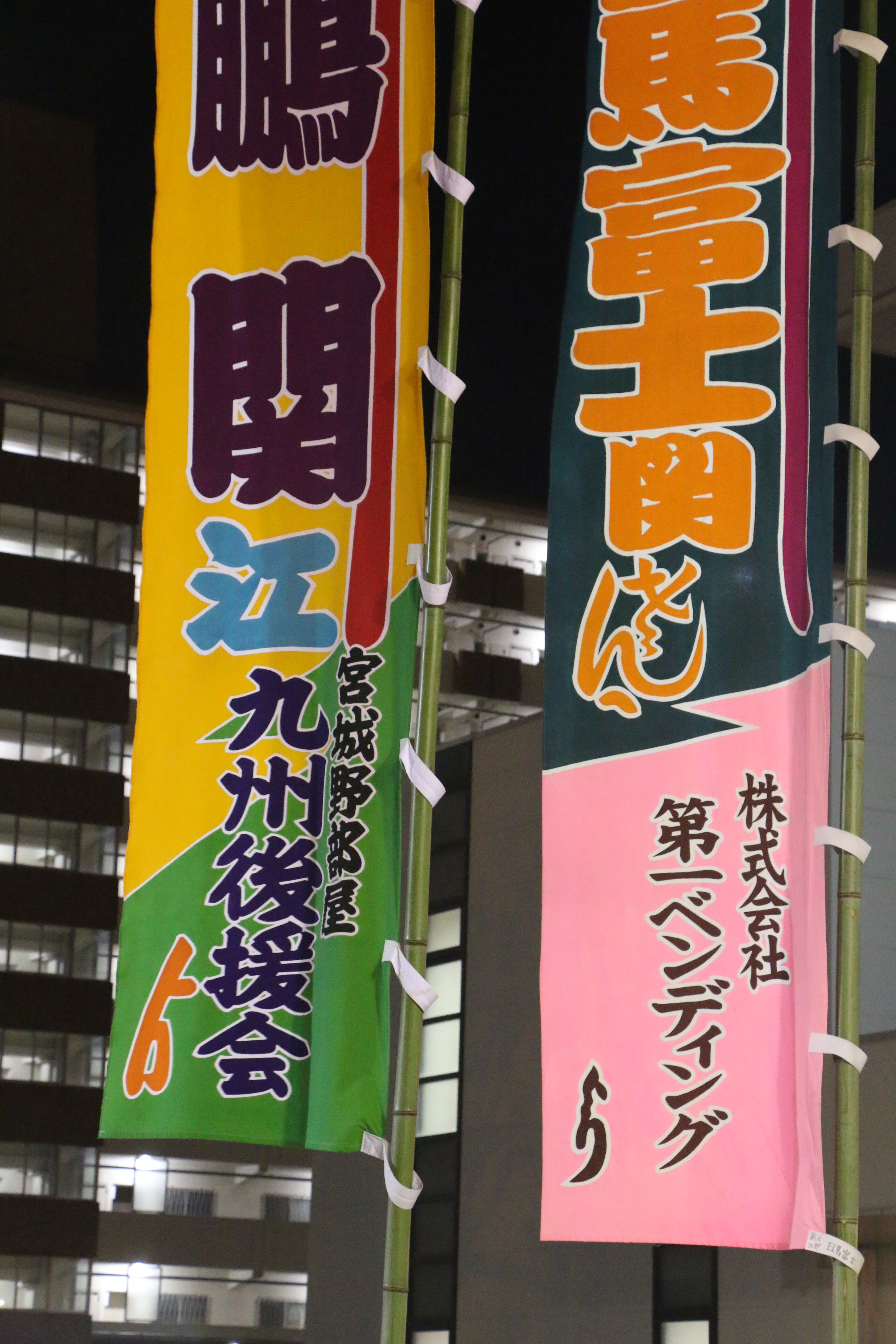
스모 혼바쇼 대회를 홍보하는 전통 깃발. 왼쪽 아래 끝에 'ゟ'가 보인다.

ゟ(일본어: より, 요리[*])는 히라가나의 'よ'와 'り'를 더해 만들어진 합자의 일종이다.

## 쓰임새

### 역사
옛날 일본에서 사용되던 문자였다. 주로 편지에서 보낸이의 이름 뒤에 붙일 때, 즉 한국어로는 '○○가'와 비슷한 뜻으로 사용되었다. 읽을 때에는 '요리' (より)라고 하며, 이 역시 일본어로 '~에서'라는 뜻이다. 이 문자처럼 옛 일본에서는 두 가지의 히라가나를 하나로 합쳐 만든 '합략 가나' (合略仮名)가 이용되었으나 메이지 시대 들어서 정부의 표기 통일로 공식적으로는 사용되지 않게 되었다.
이 문자가 사용된 대표적인 사례로는 일본의 근대 문학가 미야모토 유리코의 단편소설 《거리》 (街)에서 등장하는 편지 구절인 'ペテロフサマ　シブヤにて　アナタノトヨ子ゟ' (페테로프님, 시부야에서, 당신의 도요코가)가 있다. 최근에는 드물게 신문의 구인 광고나 부동산 광고 등지에서 칸수가 모자를 때, "○○駅ゟ（より）△分" (○○역에서 △분) 하는 식으로 표기하는 경우도 있다.

### 컴퓨터
컴퓨터상에서는 2000년 일본 공업규격 JIS X 0213에 처음 포함되어 사용할 수 있게 되었고, 유니코드 3.2에서도 포함되어 쓸 수 있게 되었다. 이와 비슷하게 가타가나의 'ヨリ'를 한 글자로 모은 문자()도 존재하지만, 아직 유니코드에는 포함되지 않고 있다.
| 미리 보기      | ゟ                    | ゟ                    |
| -------------- | --------------------- | --------------------- |
| 유니코드 이름  | HIRAGANA DIGRAPH YORI | HIRAGANA DIGRAPH YORI |
| 인코딩         | 10진                  | 16진                  |
| 유니코드       | 12447                 | U+309F                |
| UTF-8          | 227 130 159           | E3 82 9F              |
| 수치 문자 참조 | &#12447;              | &#x309F;              |
| JIS X 0213     | 34 57                 | 22 39                 |

## 같이 보기
- よ
- り
- 가타카나